# Limone sul Garda
Limone sul Garda (eller blot Limone) er en by og en kommune i provinsen Brescia i Lombardiet i det nordlige Italien. Byen ligger ved Gardasøen og har 1.130 (2023) indbyggere.

## Historie
Til trods for en udbredt dyrkning af citroner på stedet (citron hedder limone på italiensk) stammer bynavnet formodentlig fra det ældre lemos, der betyder "elm" eller limes, som havde betydningen "skel" eller "grænse".
I årene 1863 – 1905 blev stedet kaldt Limone San Giovanni.
Indtil 1940'erne var adgang til byen kun mulig med båd på Gardasøen, fra 1932 var der dog en beskeden bjergvej fra Riva del Garda. I dag er Limone en af de bedst besøgte turistbyer ved Gardasøen.

## Andet
Scener fra James Bond-filmen Quantum of Solace fra 2008 er optaget på vejene rundt om Limone sul Garda.
- Limone sul Garda
- Limone sul Garda
- Citrontræer i Limone